# Ах Астахова
Ах Аста́хова (псевдоним, настоящее имя — Ири́на Алекса́ндровна Аста́хова; род. 29 ноября 1987, Москва, РСФСР, СССР) — российская поэтесса.

## Биография
Ирина Астахова родилась 29 ноября 1987 года в Москве. Окончила музыкальную школу по классу фортепиано, а также художественную школу по классу живописи. Первое стихотворение написала в 9 лет.
В 2007 году стала дипломантом студенческого конкурса «Паруса надежды» в номинации «Авторское чтение». В 2011 году к Астаховой пришла известность — после публикации на платформе Youtube видеоролика на стихотворение «Тебя хоть там любят?». Ролик набрал более 1 млн просмотров.
В 2013—2014 годах Астахова дала более 120 концертов в 53 городах и 8 странах, которые посетили более 35 000 человек. В 2013 году Астахова удостоилась награды «Золотая Горгулья» (ежегодная церемония клуба «16 Тонн») в номинации «лучший арт-проект года». В течение 2013 года Астахова активно гастролировала по России и Украине. На концертах в первом акте выходила в мужском костюме и читала стихи от мужского лица, во втором акте появлялась в женском образе. В том же 2013 году вышел дебютный сборник стихотворений «Мужская лирика / Женская лирика», который представлял собой две книги в одной. В книге были опубликованы стихи написанные от женского и от мужского лица.
В 2014 году Астахова совершила тур по Европе, выступив в Париже, Берлине, Барселоне, Милане и Праге. Затем Астахова отправилась в масштабный тур по России, завершившийся концертом в клубе «16 тонн».
В 2015 году Астахова продолжила активно гастролировать по России и ближнему зарубежью. В Москве она выступила с концертом в «Известия Hall» на  Пушкинской площади, а в Тбилиси — в Доме литератора. 1 октября 2015 года в Москве, на концерте в Центральном Доме художника, Астахова презентовала свой второй сборник стихов «Время сменить маршрут».

## Профессиональная оценка
Творчество Астаховой получило негативные отзывы со стороны профессиональных литературных критиков. Так, по мнению Льва Оборина произведения Астаховой не представляют художественной ценности, она — автор «не то что вторичной, а третичной поэзии, полной дешёвого мелодраматизма и не имеющей понятия о стилистике». По мнению другого специалиста, Дмитрия Кузьмина, творчество Астаховой принадлежит к «своеобразной разновидности массовой культуры» и представляет собой «коктейль из идейных и образных стереотипов для лёгкого усвоения пригламуренными барышнями из соцсетей». По мнению экспертов Мел.фм, можно «взять любой текст современной сетевой поэтессы Ах Астаховой и очень быстро доказать, почему это не стихи».